# Пігментна ксеродерма

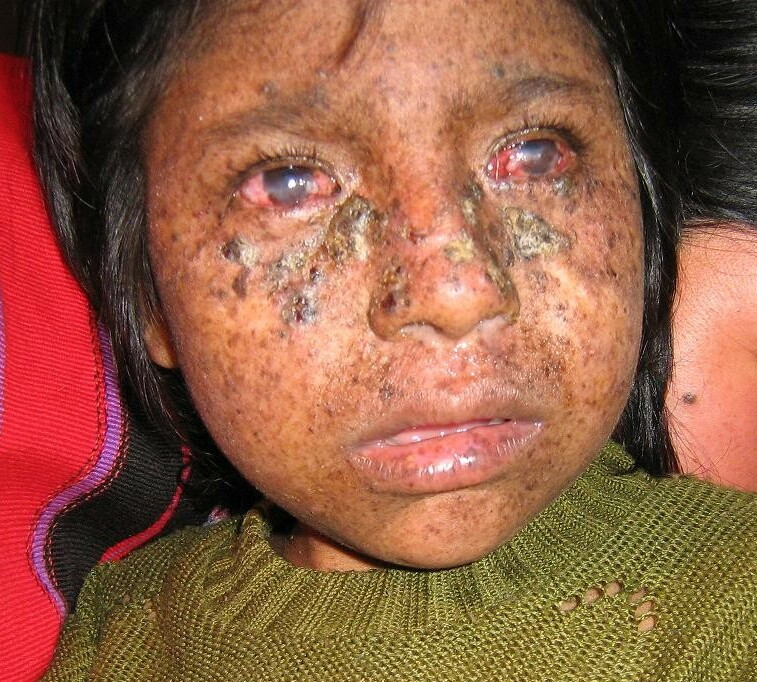
Восьмирічна дівчинка з Ґватемали, що страждає ксеродермою.

Пігментна ксеродерма (лат. Xeroderma pigmentosum) — спадкове захворювання шкіри, що проявляється у підвищеній чутливості до ультрафіолетового випромінювання, проявляється у віці 2-3-ох років і постійно прогресує. Є передраковим станом шкіри. У крайніх випадках будь-який контакт із сонячним світлом має бути заборонений.